# Luogosanto
Luogosanto (galurski: Locusàntu, sardinski: Logusàntu) je grad i općina (comune) u pokrajini Sassariju u regiji Sardiniji, Italija. Nalazi se na nadmorskoj visini od 321 metar i ima 1 883 stanovnika.
 Prostire se na 135,07 km². Gustoća naseljenosti je 14 st/km².
Susjedne općine su: Aglientu, Arzachena, Luras i Tempio Pausania.